# Hypochaeris variegata
Hypochaeris variegata là một loài thực vật có hoa trong họ Cúc. Loài này được (Lam.) Baker mô tả khoa học đầu tiên năm 1884.